# Шейх Нешін (дегестан)
Шейх Нешін (перс. شیخ نشین) — дегестан в Ірані, у бахші Шандерман, в шагрестані Масал остану Ґілян. За даними перепису 2006 року, його населення становило 6495 осіб, які проживали у складі 1700 сімей.

## Населені пункти
До складу дегестану входять такі населені пункти:
- Барґ-Сара
- Ґарм-Сар
- Деліджан
- Естальх-Зір
- Керан
- Куре-Джан
- Мір-Магаллє
- Молье-е Джаган
- Мольк-Боґур
- Пір-Сара
- Сіях-Дулє
- Тусе-Сара
- Халаварджан
- Чамуш-Дузан
- Чомачар
- Шейх-Нешін